# Thanh Kỳ
Thanh Kỳ là một xã thuộc huyện Như Thanh, tỉnh Thanh Hóa, Việt Nam.
Xã có diện tích 50,84 km², dân số năm 2008 là 5291 người, mật độ dân số đạt 104 người/km².